# Cheliomyrmex andicola
Cheliomyrmex andicola (Cheliomyrmex andicola, Emery 1894) ist eine südamerikanische Wanderameiseart aus der Unterfamilie der Ecitoninae.

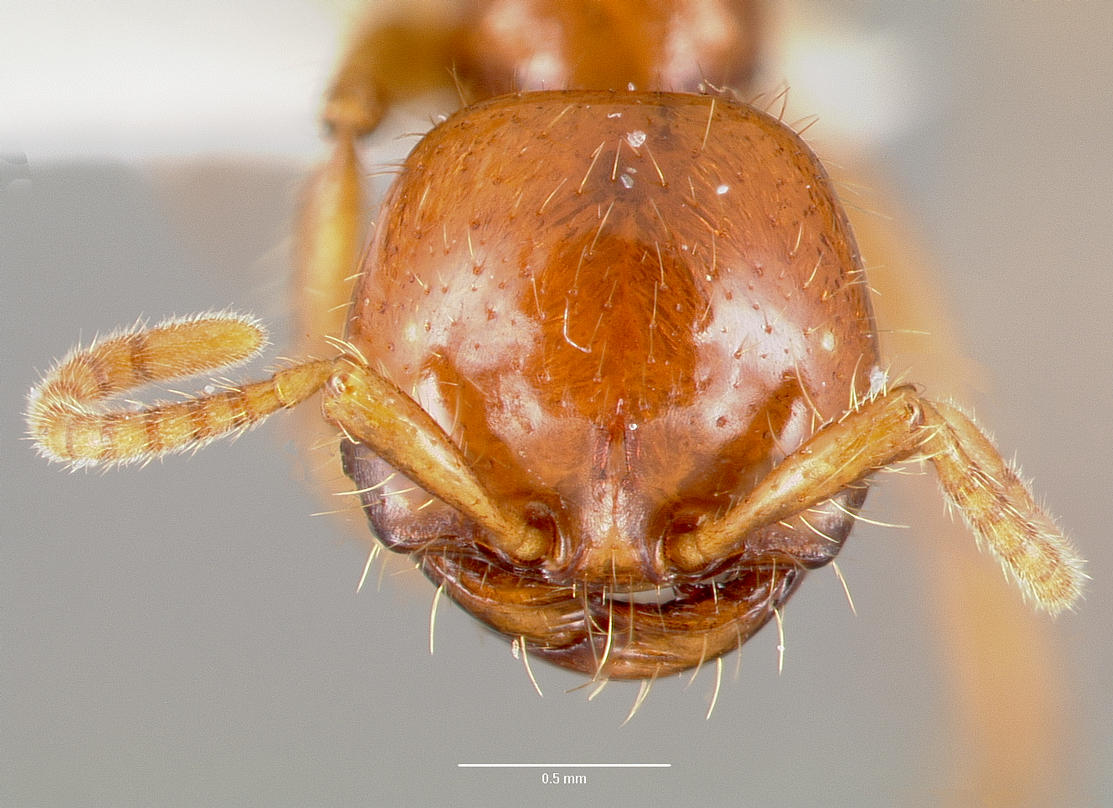
Kopfpartie einer Cheliomyrmex-Art

## Merkmale
Von anderen südamerikanischen Wanderameisen-Arten sind Arbeiterinnen der Gattung Cheliomyrmex leicht am nur eingliedrigen Petiolus unterscheidbar. Die Fühler sind zwölfgliedrig mit kurzem, wenig verdicktem Schaft (Scapus). Die Männchen besitzen eine Fühlergeißel, die die Kopfbreite nur wenig überragt (viel kürzer als bei Eciton). Von den anderen drei Arten der Gattung kann die Art anhand des dunkelbraun gefärbten, durch Punktierung matten Kopfs und Rumpfs der Arbeiterinnen unterschieden werden; dieser ist bei den anderen Arten rotgelb und glänzend.
Große Arbeiterinnen („Soldaten“) der Art erreichen eine Körperlänge von sechs Millimetern, sie sind kastanienbraun mit dunklerem Kopf. Der Kopf ist etwas breiter als lang, am Hinterhaupt ausgebuchtet und dort fein gerandet. Die Tiere haben kleine, aber erkennbare Augen. Die Mundwerkzeuge tragen dreigliedrige Labial- und zweigliedrige Maxillarpalpen. Die Mandibeln sind lang und sichelförmig mit drei sehr starken, deutlich gegeneinander abgesetzten Zähnen. Die Fühlergeißel ist schlanker als bei C.morosus, alle Glieder sind länger als breit.

## Systematik
Die Gattung Cheliomyrmex wurde 1870 erstmals von Mayr beschrieben und gehört zu den weniger bekannten neuweltlichen Wanderameisen.
Bisher beschriebene Arten sind: Cheliomyrmex andicola (Emery, 1894), Cheliomyrmex audax (Santschi, 1921), Cheliomyrmex megalonyx (Wheeler, 1921), Cheliomyrmex morosus (Smith, 1859)
Ein wissenschaftliches Synonym für die Art ist Cheliomyrmex ursinum Kempf.

## Vorkommen
Die Gattung Cheliomyrmex ist in Mittel- und Südamerika weit verbreitet. Cheliomyrmex andicola kommt in den Regen- und Bergwäldern des östlichen Ecuador in Höhen von 500 bis zu 2.400 Metern vor. Sie ist außerdem auch in Brasilien, Kolumbien und Peru vertreten.

## Lebensweise
Die Ameisenart lebt überwiegend unterirdisch in tropischen Waldböden und tritt daher weniger in Erscheinung als beispielsweise Wanderameisen der Gattung Eciton. Bei oberirdisch zurückzulegenden Strecken errichtet sie tunnelartige Galerien aus Erde. Cheliomyrmex andicola ernährt sich von bodenbewohnenden Invertebraten und, ungewöhnlich für neotropische Wanderameisen, offenbar auch von kleineren Wirbeltieren. In Ecuador wurde innerhalb einer Galerie der Art die Leiche einer Schlange von etwa 10 Zentimeter Länge gefunden, deren Fleisch die Tiere abnagten (ob die Schlange von den Tieren getötet wurde, ist unbekannt). Bei anderer Gelegenheit verfolgten Arbeiterinnen einen Riesen-Regenwurm der Gattung Martiodrilus, der seinen Verfolgern durch Ausbruch auf die Bodenoberfläche zu entkommen versuchte; der Wurm wurde von fünf Arbeiterinnen durch Bisse und Stiche immobilisiert oder getötet. Es erscheint demnach plausibel, dass die Art auf große Beutetiere spezialisiert ist.
Die Bisse der Art sind auch für den Menschen unangenehm. Die Tiere können die menschliche Haut durchdringen und sich mit ihren mächtigen Kiefern festbeißen.